# Sidney J. Furie
Sidney J. Furie (* 28. Februar 1933 in Toronto, Ontario) ist ein kanadischer Filmregisseur, Drehbuchautor und Filmproduzent.

## Leben
Seine bekanntesten Filme sind Superman IV – Die Welt am Abgrund sowie die Filmreihe Der stählerne Adler. Sein erster Kinofilm war A Dangerous Age aus dem Jahre 1957, zuvor arbeitete er an einer kanadischen Serie namens Hudson’s Bay. 1960 ging Furie nach England, wo er einige von der Kritik gefeierte Erfolge hatte, wie Hallo, Mr. Twen! (The Young Ones). Er drehte mit Frank Sinatra und Michael Caine. Nach rund einer Dekade zurück in den Vereinigten Staaten drehte er u. a. mit Lady Sings the Blues eine Filmbiographie über Billie Holiday. Es folgten vermehrt Actionfilme, prominent wurde dabei die Der stählerne Adler-Reihe, deren Teile alle von Furie verantwortet wurden. Ein künstlerischer wie finanzieller Misserfolg wurde der 1987 veröffentlichte Superman IV – Die Welt am Abgrund. In den 1990er und 2000er Jahren drehte Furie mit B- und C-Stars wie Casper Van Dien oder Dolph Lundgren, und er war gelegentlich an Fernsehserien beteiligt. Sein Schaffen umfasst mehr als 50 Produktionen. Sein jüngstes Werk, das Filmdrama Finding Hannah mit Barry Newman und Diana Muldaur in den Hauptrollen, entstand 2020. Der Film erlebte seine Uraufführung im Januar 2023 auf dem Miami Jewish Filmfestival.

## Filmografie (Auswahl)

### Regisseur
- 1957: A Dangerous Age
- 1959: A Cool Sound from Hell
- 1959: Hudson’s Bay (Fernsehserie, 19 Episoden)
- 1960: Während einer Nacht (During One Night)
- 1961: Doctor Blood’s Coffin
- 1961: Vom Teufel gezeichnet (The Snake Woman)
- 1961: Three on a Spree
- 1961: Hallo, Mr. Twen (The Young Ones)
- 1962: The Boys
- 1964: Die Lederjungen (The Leather Boys)
- 1964: Wonderful Life – Küß mich mit Musik (Wonderful Life)
- 1965: Ipcress – streng geheim (The Ipcress File)
- 1966: Südwest nach Sonora (The Appaloosa)
- 1967: Mann am Draht (The Naked Runner)
- 1970: Der Strafverteidiger (The Lawyer)
- 1970: Little Fauss und Big Halsy (Little Fauss and Big Halsy)
- 1972: Lady Sings the Blues
- 1973: Hit (Hit!)
- 1975: Sheila Levine Is Dead and Living in New York
- 1976: Sag ja zur Liebe (Gable and Lombard)
- 1978: Die Boys von Kompanie C (The Boys in Company C)
- 1982: Entity – Es gibt kein Entrinnen vor dem Unsichtbaren, das uns verfolgt (The Entity)
- 1984: Einmal Hölle und zurück (Purple Hearts)
- 1986: Der stählerne Adler (Iron Eagle)
- 1987: Superman IV – Die Welt am Abgrund (Superman IV: The Quest for Peace)
- 1988: Der stählerne Adler II (Iron Eagle II)
- 1991: Boomer – Überfall auf Hollywood (The Taking of Beverly Hills)
- 1992: Monty – Immer hart am Ball (Ladybugs)
- 1994: Wildes Land – Die Serie (Lonesome Dove: The Series, Fernsehserie, 3 Episoden)
- 1995: Der stählerne Adler IV (Iron Eagle IV)
- 1996: Lethal Point – Zwei gnadenlose Profis (Hollow Point)
- 1997: The Rage – Im Rausch der Gewalt (The Rage)
- 1997: Showdown (Top of the World)
- 1997: Married to a Stranger (Fernsehfilm)
- 1998–2000: V.I.P. – Die Bodyguards (V.I.P., Fernsehserie, 5 Episoden)
- 1998–2000: Pensacola – Flügel aus Stahl (Pensacola: Wings of Gold, Fernsehserie, 8 Episoden)
- 1999: Total Defense (In Her Defense)
- 1999: The Collectors
- 2000: Hide and Seek (Cord)
- 2000: My 5 Wives
- 2000: Road Rage (A Friday Night Date)
- 2000–2001: Highway to Hell – 18 Räder aus Stahl (18 Wheels of Justice, Fernsehserie, 2 Episoden)
- 2001: Going Back
- 2002: Global Heresy
- 2002: Der Kreis (The Circle)
- 2002: Partners in Action
- 2003: Detention – Die Lektion heißt Überleben! (Detention)
- 2004: Direct Action
- 2005: American Soldiers – Ein Tag im Irak (American Soldiers)
- 2006: The Veteran (Fernsehfilm)
- 2008: Rise of War (The Four Horsemen, Fernsehfilm)
- 2011: Conduct Unbecoming
- 2014: Pride of Lions
- 2018: Drive Me to Vegas and Mars
- 2023: Finding Hannah

### Drehbuchautor
- 1955: Playbill (Fernsehserie, 2 Episoden)
- 1957: A Dangerous Age
- 1959: A Cool Sound from Hell
- 1959: Hudson’s Bay (Fernsehserie, 10 Episoden)
- 1960: Während einer Nacht (During One Night)
- 1970: Der Strafverteidiger (The Lawyer)
- 1974–1976: Petrocelli (Fernsehserie, Schöpfer)
- 1978: Die Boys von Kompanie C (The Boys in Company C)
- 1984: Einmal Hölle und zurück (Purple Hearts)
- 1986: Der stählerne Adler (Iron Eagle)
- 1988: Der stählerne Adler II (Iron Eagle II)
- 2018: Drive Me to Vegas and Mars
- 2023: Finding Hannah

### Filmproduzent
- 1957: A Dangerous Age
- 1959: A Cool Sound from Hell
- 1960: Während einer Nacht (During One Night)
- 1962: The Boys
- 1984: Einmal Hölle und zurück (Purple Hearts)
- 2005: American Soldiers – Ein Tag im Irak (American Soldiers)

## Auszeichnungen
- 1965 wurde er von der Directors Guild of America als Bester Regisseur für den Film Ipcress – streng geheim nominiert.
- Im selben Jahr gewann er bei den British Film Academy Awards die Auszeichnung für den Besten britischen Film, ebenfalls für Ipcress – streng geheim.
- 1981 wurde er gemeinsam mit Richard Fleischer nominiert für die Goldene Himbeere als Schlechtester Regisseur für den Film Der Jazz-Sänger[4]